# Aleksandr Denis'ev
Aleksandr Vladimirovič Denis'ev (in russo Александр Владимирович Денисьев?; traslitterazione anglosassone Alexandr Vladimirovich Denisyev; Krasnojarsk, 27 gennaio 1991) è uno slittinista russo, medaglia d'argento olimpica nella gara a squadre a Soči 2014 e campione mondiale nel doppio sprint a Soči 2020.

## Biografia
Ha iniziato a gareggiare per la nazionale russa nelle varie categorie giovanili nella specialità doppio, in coppia con Vladislav Antonov, con il quale ha condiviso tutti i suoi più importanti risultati anche nella categoria superiore, ottenendo il titolo europeo juniores ad Igls 2011, una medaglia di bronzo ai mondiali di categoria di Nagano 2009 e per due volte il terzo posto nella classifica finale della Coppa del Mondo juniores, nel 2009/10 e nel 2010/11.

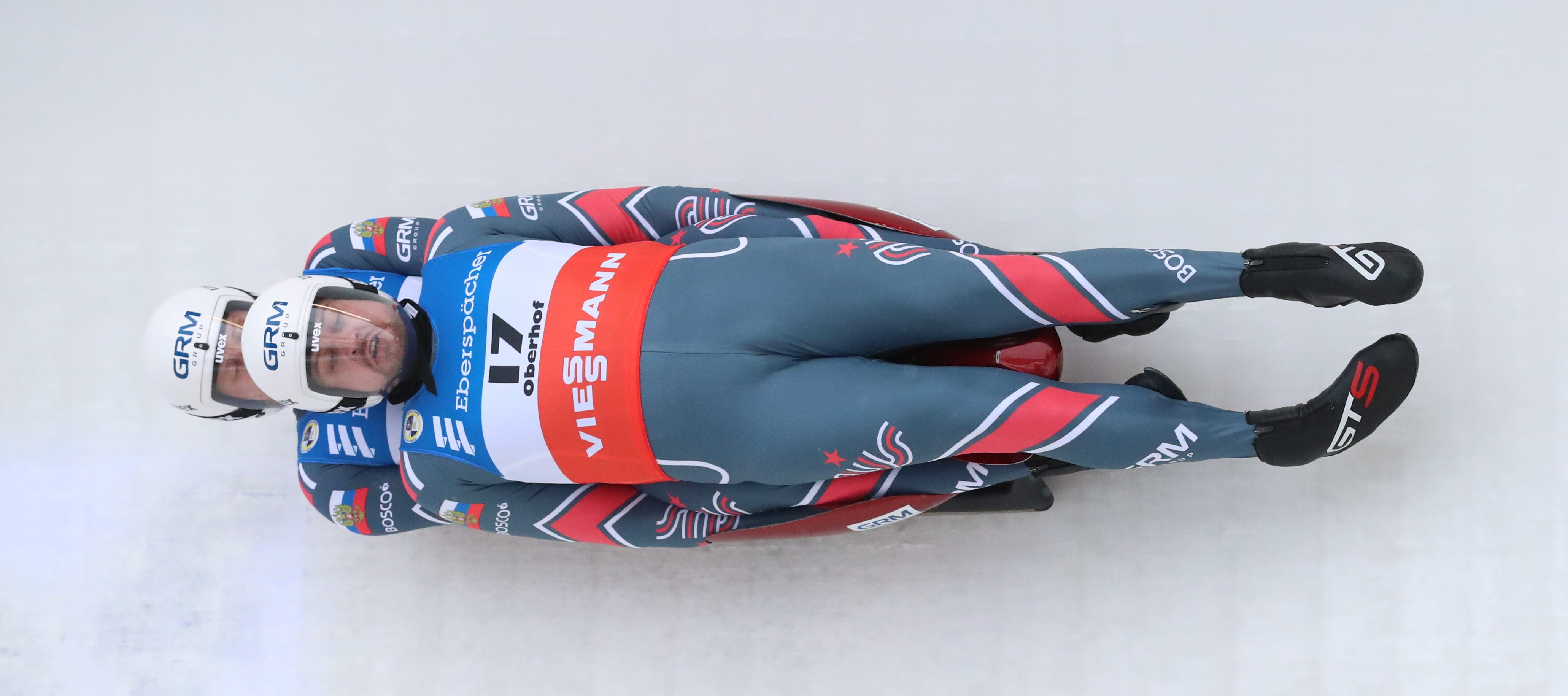
Aleksandr Denis'ev (davanti) e Vladislav Antonov in gara a Oberhof nel 2021

A livello assoluto ha esordito in Coppa del Mondo nella stagione 2011/12, ha conquistato il primo podio il 17 gennaio 2015 nel doppio ad Oberhof (3°) e la sua prima vittoria il 28 gennaio 2018 a Sigulda nella competizione a squadre. In classifica generale ha raggiunto il quarto posto nel doppio nel 2019/20.

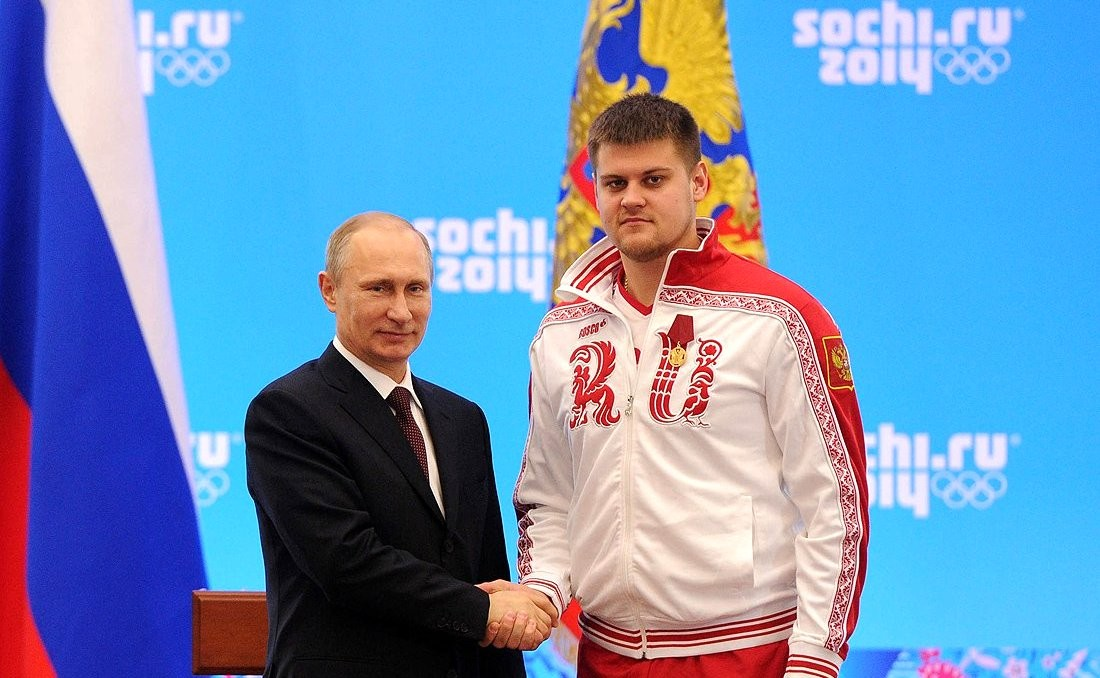
Aleksandr Denis'ev a Soči il 24 febbraio 2014 mentre viene premiato dal presidente russo Vladimir Putin con la medaglia dell'ordine al merito per la Patria

Ha partecipato a due edizioni dei Giochi olimpici invernali: a Soči 2014 ha colto la quinta piazza nel doppio ed ha conquistato la medaglia d'argento nella gara a squadre; il 22 dicembre 2017 la commissione disciplinare del Comitato Olimpico Internazionale ha preso atto delle violazioni alle normative antidoping compiute da Al'bert Demčenko e da Tat'jana Ivanova in occasione delle Olimpiadi di Soči, annullando conseguentemente i risultati ottenuti da questi due atleti, compreso quello della prova a squadre ed obbligando dunque anche Denis'ev a restituire la medaglia ricevuta. Successivamente il 1º febbraio 2018 il Tribunale Arbitrale dello Sport ha accolto il ricorso presentato da Demčenko e dalla Ivanova, revocando così tutte le sanzioni comminate loro dal CIO e riconsegnando quindi anche a Denis'ev l'argento conquistato. A Pyeongchang 2018 ha terminato all'undicesimo posto nel doppio e al settimo nella gara a squadre.
Ha preso parte altresì a sette edizioni dei campionati mondiali vincendo in totale tre medaglie, di cui una d'oro. Nel dettaglio i suoi risultati nelle prove iridate sono stati, nel doppio: dodicesimo ad Altenberg 2012, dodicesimo a Whistler 2013, ventitreesimo a Schönau am Königssee 2016, sesto a Igls 2017, dodicesimo a Winterberg 2019, medaglia d'argento a Soči 2020 e tredicesimo a Schönau am Königssee 2021; nel doppio sprint: decimo a Schönau am Königssee 2016, nono a Igls 2017, nono a Winterberg 2019, medaglia d'oro a Soči 2020 e quattordicesimo a Schönau am Königssee 2021; nelle prove a squadre: medaglia di bronzo a Igls 2017 e sesto a Schönau am Königssee 2021.
Nelle rassegne continentali vanta quattro medaglie conquistate: due d'oro, di cui una vinta nel doppio a Soči 2015 e una nella prova a squadre a Sigulda 2018 più una d'argento e una di bronzo ottenute nella gara a squadre rispettivamente a Soči 2015 e ad Altenberg 2016.

## Palmarès

### Olimpiadi
- 1 medaglia:
  - 1 argento (gara a squadre a Soči 2014).

### Mondiali
- 3 medaglie:
  - 1 oro (doppio sprint a Soči 2020);
  - 1 argento (doppio a Soči 2020);
  - 1 bronzo (gara a squadre a Igls 2017).

### Europei
- 4 medaglie:
  - 2 ori (gara a squadre a Sigulda 2018; doppio a Lillehammer 2020);
  - 1 argento (gara a squadre a Soči 2015);
  - 1 bronzo (gara a squadre ad Altenberg 2016).

### Mondiali juniores
- 1 medaglia:
  - 1 bronzo (gara a squadre a Nagano 2009).

### Europei juniores
- 1 medaglia:
  - 1 oro (doppio ad Igls 2011).

### Coppa del Mondo
- Miglior piazzamento in classifica generale nel doppio: 4º nel 2019/20.
- 21 podi (6 nel doppio, 2 nel doppio sprint, 13 nelle gare a squadre):
  - 8 vittorie (3 nel doppio, 1 nel doppio sprint, 4 nelle gare a squadre);
  - 6 secondi posti (1 nel doppio sprint, 5 nelle gare a squadre);
  - 7 terzi posti (3 nel doppio, 4 nelle gare a squadre).

#### Coppa del Mondo - vittorie
| Data             | Luogo       | Paese    | Disciplina                                                                  |
| ---------------- | ----------- | -------- | --------------------------------------------------------------------------- |
| 28 gennaio 2018  | Sigulda     | Lettonia | Gara a squadre con Tat'jana Ivanova, Semën Pavličenko e Vladislav Antonov   |
| 23 febbraio 2019 | Soči        | Russia   | Doppio con Vladislav Antonov                                                |
| 24 febbraio 2019 | Soči        | Russia   | Doppio sprint con Vladislav Antonov                                         |
| 24 febbraio 2019 | Soči        | Russia   | Gara a squadre con Viktorija Demčenko, Semën Pavličenko e Vladislav Antonov |
| 12 gennaio 2020  | Altenberg   | Germania | Gara a squadre con Tat'jana Ivanova, Semën Pavličenko e Vladislav Antonov   |
| 18 gennaio 2020  | Lillehammer | Norvegia | Doppio sprint con Vladislav Antonov                                         |
| 23 febbraio 2020 | Winterberg  | Germania | Doppio con Vladislav Antonov                                                |
| 23 febbraio 2020 | Winterberg  | Germania | Gara a squadre con Tat'jana Ivanova, Semën Pavličenko e Vladislav Antonov   |

### Coppa del Mondo juniores
- Miglior piazzamento in classifica generale nel doppio: 3º nel 2009/10 e nel 2010/11.